# IK Fyris
IK Fyris är en av Uppsalas mest anrika idrottsföreningar med sektioner inom fotboll, curling och triathlon. Föreningen bildades 18 maj 1922 och från att ha varit en klubb med rötter i de centrala delarna av Uppsala har man koncentrerat sin verksamhet i och omkring Stenhagen i nordvästra Uppsala.
Föreningen är även majoritetsägare i aktiebolaget Curlingcompaniet i Uppsala AB, som byggt och förvaltar en curlinghall i Stenhagen.

## Curling
Curlingcompaniet i Uppsala AB, majoritetsägt av IK Fyris, har under 2007 och 2008 byggt en curlinghall i Stenhagen. Hallen invigdes i september 2008 med deltagande av fyra svenska världsmästarlag. Den nya hallen, som förutom fyra curlingbanor i hög klass, inrymmer även omklädningsrum, kansli, cafeteria och konferensrum. 
Klubbens curlingsektion, som bildades 2005, har blivit framgångsrik. Säsongen 2011/2012 deltog två lag i damernas elitserie, en av damerna vann svenska mästerskapet i figurspel. Två juniorflickor bildade tillsammans med två pojkar från Sundbyberg det svenska laget vid ungdoms-OS i Innsbruck. Ytterligare ett svenskt mästerskap erövrades i Mixed Dubbel och innebar kvalificering för VM start.
Curlingsektionen hade 2017 cirka 100 medlemmar.

## Fotboll
Klubbfärgerna är svart och gul. Säsongen 2018 spelar Fyris herrar i division 8.